# 霧島市立霧島中学校

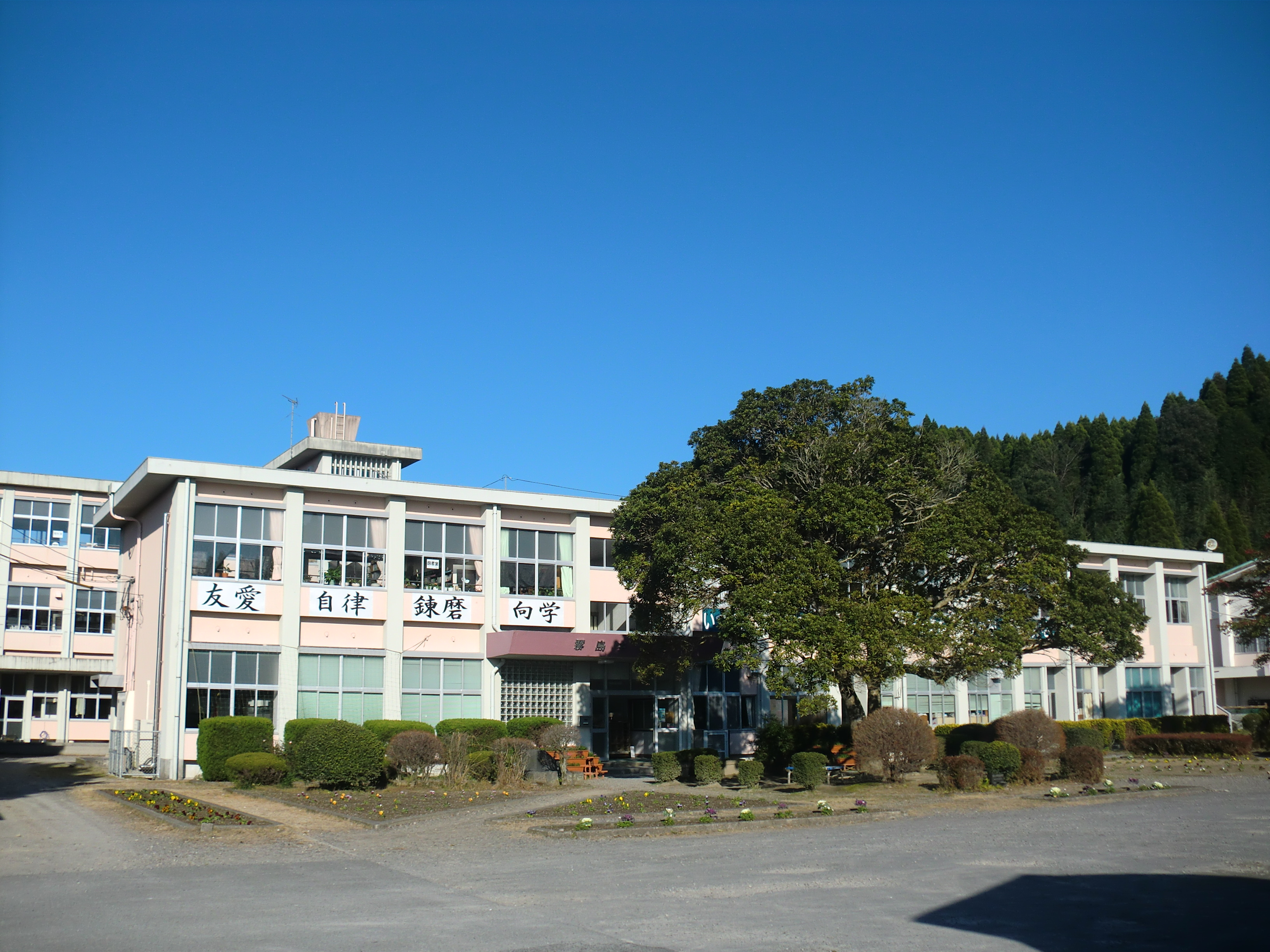
霧島市立霧島中学校

霧島市立霧島中学校（きりしましりつ きりしまちゅうがっこう）は、霧島市の市立中学校であり、
霧島市が誕生する以前の旧霧島町唯一の中学校であった。

## 校区
- 旧霧島町（永水小学校・大田小学校・霧島小学校校区）全体

## 概要
- 現在の霧島中は1985年（昭和60年）に霧島中と霧島東中の統合により開校し、市町村合併で霧島市が誕生する以前は霧島町立霧島中学校であった。現在は1学年1学級で推移している。

## 沿革
- 1947年（昭和22年） - 霧島第二中学校として設立。大田小を本校とし、霧島小・永水小に分教場を設置[1][2]。
- 1948年（昭和23年） - 永水分教場が霧島第一中学校（後の東襲山中学校）の分校として所属替え。
- 1949年（昭和24年） - 霧島村立霧島中学校へ改称。
- 1958年（昭和33年） - 霧島町立霧島中学校に改称。
- 1962年（昭和37年） - 霧島分教場が霧島東中学校として独立。
- 1968年（昭和43年） - 永水中学校（昭和40年に東襲山中学校から独立）を統合。
- 1985年（昭和60年） - 霧島東中学校を統合。
- 2005年（平成17年） - 国分市と姶良郡6町の新設合併に伴い、霧島市立霧島中学校と改称。